# 傑西·泰勒·弗格森
傑西·泰勒·弗格森（英語：Jesse Tyler Ferguson，1975年10月22日—）是美國的一位演員。他最著名的作品是在ABC情境喜劇摩登家庭飾演Mitchell Pritchett角色。在此之前他曾在CBS情境喜劇三年二班中飾演Richie Velch角色。弗格森出生在米蘇拉。他曾就讀於美國音樂和戲劇學院。
傑西本人也是公開的男同性戀，其同性配偶為律師Justin Mikita。

## 外部連結
- 傑西·泰勒·弗格森的X（前Twitter）
- 互聯網百老匯資料庫（IBDB）上傑西·泰勒·弗格森的資料（英文）
- 傑西·泰勒·弗格森在互联网电影资料库（IMDb）上的資料（英文）